# العلاقات الليبية الميانمارية
العلاقات الليبية الميانمارية هي العلاقات الثنائية التي تجمع بين ليبيا وميانمار.

## مقارنة بين البلدين
هذه مقارنة عامة ومرجعية للدولتين:
| وجه المقارنة                                              | ليبيا                                       | ميانمار          |
| --------------------------------------------------------- | ------------------------------------------- | ---------------- |
| المساحة (كم2)                                             | 1.76 مليون                                  | 676.58 ألف       |
| عدد السكان (نسمة)                                         | 6.37 مليون                                  | 53.37 مليون      |
| الكثافة السكانية (ن./كم²)                                 | 3.62                                        | 78.88            |
| العاصمة                                                   | طرابلس                                      | نايبيداو، يانغون |
| اللغة الرسمية                                             | اللغة العربية، اللغة العربية الفصحى الحديثة | اللغة البورمية   |
| العملة                                                    | دينار ليبي                                  | كيات ميانماري    |
| الناتج المحلي الإجمالي (بليون دولار)                      | 50.98 مليار                                 | 69.32 مليار      |
| الناتج المحلي الإجمالي (تعادل القوة الشرائية) بليون دولار | 69.32 مليار                                 | 282.95 مليار     |
| الناتج المحلي الإجمالي الاسمي للفرد دولار أمريكي          |                                             | 1.16 ألف         |
| الناتج المحلي الإجمالي للفرد دولار أمريكي                 | 15.60 ألف                                   |                  |
| مؤشر التنمية البشرية                                      | 0.724                                       | 0.536            |
| رمز المكالمات الدولي                                      | +218                                        | +95              |
| رمز الإنترنت                                              | .ly                                         | .mm              |
| المنطقة الزمنية                                           | ت ع م+02:00، توقيت شرق أوروبا               | ت ع م+06:30      |

## منظمات دولية مشتركة
يشترك البلدان في عضوية مجموعة من المنظمات الدولية، منها:
| علم المنظمة | اسم المنظمة                        | تاريخ انضمام ليبيا | تاريخ انضمام ميانمار |
| ----------- | ---------------------------------- | ------------------ | -------------------- |
|             | مؤسسة التنمية الدولية              | 1 أغسطس 1961       | 5 نوفمبر 1962        |
|             | مؤسسة التمويل الدولية              | 18 سبتمبر 1958     | 3 ديسمبر 1956        |
|             | منظمة حظر الأسلحة الكيميائية       | ?                  | ?                    |
|             | الأمم المتحدة                      | 14 ديسمبر 1955     | 19 أبريل 1948        |
|             | الاتحاد الدولي للاتصالات           | 3 فبراير 1953      | 15 سبتمبر 1937       |
|             | منظمة الشرطة الجنائية الدولية      | ?                  | ?                    |
|             | البنك الدولي للإنشاء والتعمير      | 17 سبتمبر 1958     | 3 يناير 1952         |
|             | الاتحاد البريدي العالمي            | ?                  | ?                    |
|             | وكالة ضمان الاستثمار متعدد الأطراف | 5 أبريل 1993       | 16 ديسمبر 2013       |
|             | يونسكو                             | 27 يونيو 1953      | 27 يونيو 1949        |

## وصلات خارجية
- موقع وزارة الخارجية الليبية
- موقع وزارة الخارجية الميانمارية